# چوسکون
چوسکون (به لاتین: Trzuskołoń) یک روستای لهستان در کشور لهستان است که در Gmina Niechanowo واقع شده‌است.